# 比嘉萌
比嘉萌（日语：／ Higa Moe，2007年9月15日—）是日本广岛县出身的花样游泳运动员，她是2022年世界游泳锦标赛集体技术自选和自由组合银牌得主、集体自由自选铜牌得主、2023年世界游泳锦标赛女子双人技术自选金牌得主。